# Оласті (Оклахома)
Оласті (англ. Olustee) — місто (англ. town) в США, в окрузі Джексон штату Оклахома. Населення — 468 осіб (2020).

## Географія
Оласті розташоване за координатами 34°32′51″ пн. ш. 99°25′26″ зх. д. / 34.54750° пн. ш. 99.42389° зх. д. (34.547503, -99.424027).  За даними Бюро перепису населення США в 2010 році місто мало площу 2,14 км², уся площа — суходіл.

## Демографія
Згідно з переписом 2010 року, у місті мешкало 607 осіб у 219 домогосподарствах у складі 158 родин. Густота населення становила 284 особи/км².  Було 276 помешкань (129/км²).
Расовий склад населення:
| - 72,8 % — білих - 3,8 % — корінних американців - 0,7 % — чорних або афроамериканців - 0,3 % — азіатів - 13,3 % — осіб інших рас |

До двох чи більше рас належало 9,1 %. Частка іспаномовних становила 31,1 % від усіх жителів.
За віковим діапазоном населення розподілялося таким чином: 31,6 % — особи молодші 18 років, 55,5 % — особи у віці 18—64 років, 12,9 % — особи у віці 65 років та старші. Медіана віку мешканця становила 34,0 року. На 100 осіб жіночої статі у місті припадало 95,2 чоловіків;  на 100 жінок у віці від 18 років та старших — 90,4 чоловіків також старших 18 років.
Середній дохід на одне домашнє господарство  становив 45 733 долари США (медіана — 39 063), а середній дохід на одну сім'ю — 49 974 долари (медіана — 43 750). За межею бідності перебувало 25,8 % осіб, у тому числі 36,4 % дітей у віці до 18 років та 18,9 % осіб у віці 65 років та старших.
Цивільне працевлаштоване населення становило 213 особи. Основні галузі зайнятості: освіта, охорона здоров'я та соціальна допомога — 28,2 %, публічна адміністрація — 15,0 %, виробництво — 14,1 %.